# Realismo socialista
O realismo socialista foi o estilo artístico oficial da União Soviética entre as décadas de 1930 e 1960, aproximadamente. Foi, na prática, uma política de Estado para a estética em todos os campos de aplicação da forma, desde a Literatura até o Design de produto, incluindo todas as manifestações artísticas e culturais soviéticas (pintura, arquitetura, design, escultura, música, cinema, teatro, etc.).
O Realismo Socialista está diretamente associado ao comunismo ortodoxo e aos regimes de orientação ou inspiração stalinista.
Nos países da antiga União Soviética (notavelmente a Rússia, a Bielorrússia e a Ucrânia), o estilo do realismo socialista é tomado como sinônimo de jdanovismo, a estética oficial assim batizada em referência a Andrei Jdanov, comissário de Stalin responsável pela produção cultural e propaganda.

## História do Realismo Socialista

### Origens na estética russa
Durante a Revolução Russa, as vanguardas culturais e intelectuais também se debatiam e assumiam seus posicionamentos frentes à luta que estava posta. De um lado, havia a monarquia czarista, sustentada politicamente pela Igreja Ortodoxa e pela aristocracia, que adotavam um padrão estético acadêmico; do outro, um grupo político que propunha uma renovação geral, que trazia consigo uma revolução cultural e estética.
Sendo necessário fazer a propaganda revolucionária, num país com uma população majoritariamente analfabeta ou de baixo nível de escolaridade em 1917 (ver Likbez), aliada a deficiências materiais no campo das gráficas disponíveis, optou-se por cartazes com poucas palavras, poucas cores (basicamente, preto, branco e vermelho), elementos geométricos simples e uma linguagem icônica.
Outra característica exclusiva da cultura russa é o paternalismo muito acentuado de sua população. Desde os primórdios viquingues, o monarca do Estado russo era apresentado como “Pai”, com a missão divina de comandar seus milhões de “filhos” (ou “Mãe”, no caso de Catarina, a Grande). O próprio czar Nicolau II, deposto em 1917, era chamado de “paizinho”. Em vez de destruir esse hábito, o regime de Stalin acabou por reforçá-lo e prolongá-lo, ao colocar o líder bolchevique como o novo “Pai” do povo russo.

### Jogos Olímpicos de Moscou, 1980
Embora tardiamente, os jogos olímpicos realizados em Moscou em 1980 foram representativos da estética realista-socialista, principalmente em suas cerimônias e no design gráfico aplicado ao evento.
A União Soviética demorou a ter a mesma chance que os nazistas tiveram, 44 anos antes, de exibir seu sistema político-econômico em jogos olímpicos. Porém, os soviéticos prepararam este evento com um design extremamente limpo, prático, totalmente inserido em seu estilo estético.
O ilustrador soviético Victor Tchijikov, famoso por seus desenhos para livros infantis, acabou sendo o criador do ursinho Misha, que emocionou o mundo através de seus movimentos produzidos por um enorme mosaico de coreógrafos carregando placas coloridas, com movimentos perfeitamente sincronizados. Tchijikov levou seis meses para desenhá-lo, entre centenas de variações, e acabou finalizando em dezembro de 1977 o ursinho (que tinha até nome inteiro: Mikhail Potapich Toptygin).
Em 1980, o regime que imperava na União Soviética era o de Leonid Brejnev, alto funcionário eleito secretário-geral 16 anos antes e apontado por muitos como sucessor de Stalin. Se não na política, foi seu sucessor ideal em estética: Brejnev permitiu que a estética oficial continuasse por décadas aquela mesma do Realismo Socialista, que enfatiza a imponência do Poder Soviético – uma estética criada a mando do Partido para substituir o construtivismo caótico dos primeiros revolucionários.
Essa estética foi mostrada em seu melhor exemplo no design de Moscou 1980. A começar pelo símbolo e pelo pôster oficiais, na qual uma enorme torre conceitual em barras (uma figura muito usada pelos soviéticos) ergue, nas alturas, os Aros Olímpicos.
Curiosamente, a URSS só teria chance de participar de mais uma olimpíada. Em 1992, ela já estaria extinta.

## Princípios e objetivos
Uma grande meta da propaganda totalitária, na qual foi muitas vezes bem-sucedida, era transmitir ao povo a ideia da onipresença do grande líder. Com a onipresença, a onisciência. E, com esta, a onipotência. Ele estaria presente em todos os lugares, desta forma sabendo de tudo. Sabendo tudo que ocorria no país, teria o poder de tomar todas as providências necessárias. Dessa forma, era preciso temê-lo.
De acordo com a Encyclopædia Britannica (edição brasileira),

O maior teórico do realismo socialista foi o húngaro György Lukács, para quem o realismo não se limita à descrição do que existe, mas se estende à participação ativa do artista na representação das novas formas da realidade. Essa doutrina foi implementada na União Soviética por Andrei Jdanov. Em pintura, destacou-se entre os soviéticos Aleksandr Gherassimov. Os retratos de intrépidos trabalhadores produzidos dentro da linha do realismo socialista, no entanto, deixam transparecer um positivismo heroico, mas a ambição realista perde-se na idealização de uma organização social perfeita. Grande número de artistas soviéticos, partidários de uma sociedade de justiça social mas cerceados em sua liberdade essencial de criar, abandonaram o realismo socialista, deixaram a União Soviética e se integraram aos movimentos artísticos do Ocidente.

## Influências
Além da União Soviética, o Realismo Socialista também foi adotado e aplicado em outros países sob regimes de inspiração stalinista (comunista ortodoxa), como a República Popular da China, a Coreia do Norte, o Vietnã, o Laos, o Camboja, a Alemanha Oriental e diversos países do Leste Europeu. De todos esses países, o que mais desenvolveu e ainda continua desenvolvendo a estética do realismo socialista foi a Coreia do Norte tanto na propaganda de estado, mas principalmente no urbanismo e na arquitetura.
Na América Latina — principalmente em Cuba, na Nicarágua e em movimentos revolucionários de esquerda —, tentou-se seguir este estilo, ou pelo menos seus princípios, aplicando-os na confecção de produtos de agitprop (muitas vezes clandestinos) ou arte revolucionária, como destacadamente no design de cartazes. Entretanto, a adaptação das ideias ao tipo de estética multicolorida, artesanal e naïf da arte latino-americana resultou em obras que, esteticamente, têm pouco ou nada em comum com o Realismo Socialista original soviético.
Hoje, a estética realista-socialista é reproduzida em produtos de memorabilia ou merchandising nostálgico soviético (e de outros países ex-socialistas), como em broches (bottons), camisetas, bonés, miniaturas e outras mercadorias.

## Críticas
De forma geral, o estilo do Realismo Socialista é desprezado pelos artistas das vanguardas ocidentais, como uma orientação doutrinária e artificial da liberdade de criação. Entre eles, notavelmente, estava Pablo Picasso, que, ao mesmo tempo em que concordava e apoiava o socialismo e a política soviética contribuía com sua produção artística pessoal para o uma estética alternativa a esta. O holandês Piet Mondrian também escreveu artigos em que atacava o doutrinamento da arte soviética, antes da Segunda Guerra Mundial. Outro ferrenho adversário do Realismo Socialista foi o crítico de arte estadunidense Clement Greenberg.
É fundamental citar, entre os críticos do realismo socialista, o francês André Breton que, juntamente com o dissidente russo Leon Trotsky, lançou o Manifesto por uma Arte Revolucionária Independente.

## Artistas
No primeiro grupo encontramos os artistas que se identificaram e seguiram esta linha estética.
- Ilya Ehrenburg
- Serguei Eisenstein

## Obras
A cidade de Moscou, capital da Rússia, abriga provavelmente até hoje a maior concentração de obras exemplares do Realismo Socialista. A arquitetura da Universidade de Moscou, a estátua de Félix Dzerjinsky (já derrubada) e o Monumento a Gagárin, entre outros, são ícones deste estilo. A estátua da Mãe Pátria, em Volgogrado, é outro exemplo notável da estética stalinista.

## Pesquisas
No geral, as pesquisas sobre o realismo soviético (e a arte no período soviético, como um todo) são bastante disputadas pelos acadêmicos. Há trabalhos de crítica sobre os grandes estudos dessa corrente literária que apontam que mesmo os textos mais objetivos, como o de Katerina Clark, têm a problemática de analisar essas obras por uma ótica estereotipada. Há a argumentação de que, no contexto de Guerra Fria em que as obras se inseriam, foram produzidas análises sobre o romance realista na URSS que não questionavam de fato o método adotado pelos escritores, mas sim apenas levavam em conta o que já se presumia sobre essas criações e o contexto político da URSS. Assim, as pesquisas acabavam rotulando as obras e o movimento literário muito mais do que as analisando concretamente.